# Haïdouti Orkestar
Haïdouti Orkestar est un groupe français de musiques du monde, originaire de la région parisienne. Il est formé en 2005 dont la musique fait un pont entre les Balkans et l’Orient. Une formation cosmopolite (Grèce, Bulgarie, Espagne, France) entoure le chanteur turc Zéki Ayad Çölaş qui chante en kurde, arabe, azerbaïdjanais, turc et en rom pour prôner une fraternité entre les peuples. La formation est basée à Paris. 

## Histoire
À l'origine, le Haïdouti Orkestar est une fanfare-orchestre des Balkans fondée en 2004 en région parisienne, par le batteur-percussionniste Sylvain Dupuis. Le groupe tient son nom du bulgare : les « Haïdoutine » s'apparentaient à des brigands aux grands cœurs, sorte de Robin des bois qui combattaient les seigneurs locaux. 
Le fondateur du groupe, ethnomusicologue de formation et passionné des musiques du monde, a réuni le bulgare Krassen Lutzkanov (kaval, saxophone) et le serbe tsigane Jasko Ramic (accordéon). Pour la section cuivre il fait appel à Yann Martin et Martin Saccardy (trompette), Gaël Fajeau (soubassophone). Ibrahim Maalouf viendra apporter régulièrement sa couleur, tout comme quelques grands noms du jazz dont Didier Malherbe et Nicolas Genest.
La singularité du projet se dessine avec l'arrivée du chanteur turc Zeki Ayad Çölaş dont la voix apparaît déjà, en 2007, sur Balkan Heroes le premier album du Haïdouti Orkestar. Avec ce choix, le projet du groupe s'affine : les artistes ont la volonté commune de créer des passerelles entre les musiques turques et balkaniques. L'album a reçu un bel accueil de son public et de la presse. « L'oreille tournée vers le patrimoine musical légué par l’Empire ottoman, c’est avec un esprit d’ouverture que le Haïdouti Orkestar aborde les sons balkaniques, les interrogeant et les renouvelant, pour donner à entendre une musique qui mêle habilement influences traditionnelles et sonorités plus modernes. ».
Leur troisième album, Dogu, sorti en 2012, élargit ses frontières encore plus loin à l’est en fouillant les répertoires des musiques azéri, kurde, syro-libanaise et arménienne.
En 2016, le groupe interprète avec Ibrahim Maalouf, la bande originale du film La Vache de Mohamed Hamidi avec Lambert Wilson et Jamel Debbouze. Avec plus d’un million trois cent mille entrées en France, le film s’exporte en Europe, en Amérique latine et au Canada. Pour la promotion du film ils sont invités à jouer sur le plateau de l’émission C à vous sur France 5,. En mai 2016, Haïdouti Orkestar joue, invité par Ibrahim Maalouf pour la cérémonie de la remise de la Palme d’or au Festival de Cannes. Dès lors, concerts et festivals s’enchainent (Festival du bout du monde, festival Summerlied, Festival Rencontres Brel…). 
Le 22 février 2017, le groupe annonce la sortie d'un 4e album studio intitulé Babel Connexion, prévue pour le 28 avril 2017. Pour la première fois, dans ce melting pot musical et linguistique, la langue française est présente.  

## Style musical
À l'origine, fidèles aux « traditionnels » des Balkans et de la Turquie, le répertoire du Haïdouti évolue au fil des ans. Désormais l'écriture met en avant sa volonté de métisser tradition et modernité, Orient et Occident. Pour preuve, le Haïdouti est le premier orchestre à reprendre en version fanfare le célèbre titre du chanteur kurde Sivan Perwer : Cane cane (in Dogu). Idem pour Bint el Chalabiya, la chanson-monument de Fairuz, revisitée par l'orchestre qui en propose une version cuivrée. Tout comme Duchmanya, ce traditionnel de Macédoine chanté par Ibrahim Tatlises, qui devient cuivré à son tour.
Plusieurs membres du groupe partagent l'écriture des compositions : Kervan de Krassen Lutkanov ; Krassenitsa de Jasko Ramic ; Sevdaya Dair de Alon Peylet et Zéki Ayad Çölas.

## Festivals
L'Haidouti Orkestar s'est déjà produit sur scène dans bon nombre de festivals et d'événements : cérémonie de Clôture du Festival de Cannes 2016, Festival Jazz Sous les Pommiers, l'Olympia à Paris, Festival d'Eté de Nantes, Festival des Nuits Métisses à Auxerre, Festival Les Jours & Les Nuits de Querbes, Festival des cinq continents (Suisse), Festival Par Mont et par Mots, Rencontres Méditerranéennes, Centre culturel Décentrale en Belgique, Fêtes de Genève, Festival des mondes croisés à Murat, Festival des cuivres de Monastier, Festival Convivencia, Festival Europavox, Festival Dixieland à Tarragona (Espagne), Festival de Murcia (Espagne), Festival Accroche-Cœurs à Angers, Mont-Soleil Open Air Festival (Suisse), Journée mondiale des Roms à Montreuil, D'un Monde à l'Autre à l'Auditorium de Lyon, Festival du grand Soufflet à Rennes, Festival Mundo el Mar à Savone (Italie), Bellevilloise, Zèbre de Belleville, Cabaret Sauvage à Paris, Festival Mawazine (Maroc), Festival international de Besançon, Festival L'Oasis Bizz'art, Jerash Festival (Jordanie)...

## Membres
- Sylvain Dupuis (France) – davul, batterie
- Mihaï Pirvan (Roumanie) – saxophone
- Jasko Ramic (Tsigane de Serbie) – accordéon
- Zeki Ayad Çölas (Turquie) – chant, saz
- Denys Danielides (France) – soubassophone
- Justin Lardic (Grèce) – derbouka, davul
- Martin Saccardy (France) – trompette
- Charlotte Auger, Manel Girard, Alon Peylet (France) – tubas
- Nuria Rovira Salat (Espagne) – danse

## Discographie

### Collaborations
- Ont joué ou ont croisé la route du Haïdouti Orkestar : Radoslav Myrianov, Simon Andrieux, Gilles Garin, Gaël Fajeau, Fabrice Martinez, Alban Sarron, Stéphane Danielides, Julien Oury, Miroslav Pesic, Ivica Bogdanic, Laurent Clouet, Wassim Hallal, Adrian Iordan, Nenad Elmaz, Ibrahim Maalouf, Didier Malherbe, Bachar Mar Khalife, Amar Chaoui, Hacer Toruk, Sanaa Moulali, Yann Martin.
- La Vache (Quad, Mister Prod, Harmunia mundi) Ibrahim Maalouf et Haïdouti Orkestar, 2016
- Dogu (L'Autre Distribution) featuring Didier Malherbe, Ibrahim Maalouf, 2012
- Tek Tek (L'Autre Distribution) featuring Ibrahim Maalouf, 2009
- Bénabar, Infréquentable (invité spécial sur les chansons L'Effet papillon [15]et Où t'étais passé ?[16]), 2008<
- Compilation Balkan Fever, 2008 (Wagram) avec Taraf de Haidouks, Emir Kusturica, Goran Bregovic…[17]
- Balkan Heroes, 2007 (L'Autre Distribution)
- Les Balkans réunis, 2005

Puis le groupe s'illustre aux côtés d'Ibrahim Maalouf à l'Olympia en mars 2015 et dans ses albums : Jasko Ramic enregistre l'accordéon sur Diagnostic (2011), Martin Saccardy et Yann Martin, la trompette sur Illusions (2013) et Sylvain Dupuis, le tapan sur Red & Black Light  (2016).